# Директорія Підкарпатської Русі
Директорія Підкарпатської Русі (Директоріум Автономной Подкарпатской Руси) — тимчасовий п'ятичленний дорадчий адміністративний орган при військовій адміністрації Чехословацької республіки з питань мов, шкіл, релігії та місцевого самоуправління Підкарпатської Русі. Заснована чехословацьким урядом 12 жовтня 1919 року. Діяла з згідно з положенням «Генерального статуту про організацію та адміністрацію Підкарпатської Русі», ухваленим чехословацьким урядом 7 листопада 1919 року та опублікованим 18 листопада.

## Склад Директорії
До складу директорії ввійшли: 
- Григорій Жаткович (президент або голова);
- Юлій Бращайко (торгівля);
- Августин Волошин (шкільництво та культура);
- Юлій Гаджеґа (релігія);
- Кирило Прокоп (внутрішні справи);
- Еміль Торонський (фінанси).

9 грудня 1919 року Кирила Прокопа замінив Євген Пуза.

## Завдання й структура
Завданням Директорії Підкарпатської Русі було підготувати необхідні законопроєкти в справах автономії та подати їх на розгляд сойму. 
Згідно зі статутом, директорія мала шість відділів:

## Вимоги Директорії
Директорією було висунуто низку вимог, основна з яких — забезпечення автономії Підкарпатської Русі.
Ця та інші вимоги і наміри директорії, були викладені, зокрема, у меморандумі Григорія Жатковича про майбутній державно-адміністративний устрій та організацію державної служби в «Русинії» від 14 липня 1919 (далі — Меморандум) та у політичній програмі президента Жатковича (далі — Прогама), опублікованої Центральною руською народною радою 25 грудня 1919 року. Частина з них бере за зразок американську політичну систему, частина — відповідає місцевим вимогам часу.
Директорія декларувала «народну» «підкарпатсько-руську» мову (тобто рідну мову підкарпатських русинів із етимологічним правописом) урядовою мовою та визнавала необхідність якнайшвидше цю мову розвинути (ст. 23 і 8 Програми Жатковича):
Серед інших вимог, які висувала директорія, були: встановлення кордонів, звільнення  з-під  румунської окупації східних районів, встановлення демократичних свобод, скасування коблин та роковин, впорядкування грошово-фінансової системи, підвищення зарплат учителям, проведення земельної реформи, допомога інвалідам та сиротам Першої світової, поліпшення життєвого рівня народу та покращення умов праці.
Директорія вимагала відкликання чеха Я. Брейхи з посади адміністратора краю, висунула ультиматум президентові Чехословаччини Томашу Масарику. Однак чеська влада все це проігнорувала. 

## Відставка
Відтак 19 лютого 1920 року члени директорії заявили про свою відставку.
26 квітня 1920 року уряд Чехословацької Республіки прийняв розпорядження про зміну Генерального статуту, чим було введено посаду губернатора краю. Першим цю посаду зайняв Григорій Жаткович.